# Banyoles
Banyoles és un municipi de Catalunya i la capital de la comarca del Pla de l'Estany, al centre de les comarques gironines.
L'estany que hi ha al seu terme municipal, el més gran de Catalunya, és un dels principals atractius turístics de Banyoles, així com la seva oferta d'activitats esportives i de lleure.

## Història
Està documentat al segle ix com Balneolas, nom llatí derivat de balneum, «bany».
El Monestir de Sant Esteve de Banyoles, situat al nucli antic del municipi, es pot considerar la primera fundació monàstica benedictina a Catalunya i és considerat el bressol de la ciutat de Banyoles. Va obtenir una certa autonomia municipal l'abril de 1303 en un arbitratge d'Eimeric d'Usall. Malgrat això, Banyoles no es va deslliurar dels "mals usos" definitivament fins al 1335, després de la fugida de bona part dels habitants a Sant Andreu de Mata, que llavors era del mateix Eimeric d'Usall.
Malgrat això va continuar sotmesa a la jurisdicció feudal de l'abat fins a la desamortització eclesiàstica del ministre Mendizábal. Va patir els efectes de les guerres amb França i, posteriorment, de les carlinades.
A la guerra civil va esdevenir lloc de refugi (hospital militar, aeroport) per la seva situació estratègica a la rereguarda de la zona republicana. Va ser escenari de violències en els darrers dies de la guerra per part de les tropes fugitives (afusellaments de detinguts de dretes) i dels vencedors franquistes (afusellament i empresonament de persones d'esquerres).
- L'any 1913 s'hi crea un equip de futbol, el Club Esportiu Banyoles.
- L'any 1965 va ser ciutat pubilla, missatge de Caterina Albert i Paradís.
- L'11 de setembre de 1989 va haver-hi un atac amb explosius de Terra Lliure contra la Guàrdia Civil. Dos guàrdies civils resultaren ferits de consideració. Segons Terra Lliure, aquest atemptat era una resposta als suposats atacs i ultratges a la senyera per part d'Espanya en la inauguració de l'Estadi Olímpic.
- L'any 1992 va ser subseu olímpica dels Jocs Olímpics de Barcelona'92 en la modalitat de rem. El 29 de juny d'aquest any, Terra Lliure atemptà amb explosius contra l'Oficina Olímpica de Banyoles.
- L'any 1998, el naufragi del vaixell turístic "l'Oca" a l'estany va provocar la mort de 21 ciutadans francesos.
- L'any 2004 va ser la seu del campionat del món de rem.[2] El mateix any, també va ser capital de la cultura catalana.
- L'any 2006 s'hi crea un nou club de futbol, l'Atlètic Club Banyoles.
- L'any 2008 es torna a fundar L'associació Kayak Banyoles després de cinc anys desapareguda.
- L'any 2008 i 2009 va ser seu del campionat d'Espanya de marató de piragüisme.
- L'any 2009 va ser seu de la Copa del Món de rem a la seua primera edició i el 2010 de la Copa del Món de piragüisme de Marató
- L'any 2010 s'hi crea un nou club de rugbi, el Rugbi Banyoles
- L'any 2017 Banyoles és el municipi amb més percentatge de vots favorable el Sí en el Referèndum sobre la independència de Catalunya amb un 96,3 % i un 2,1 % el No.

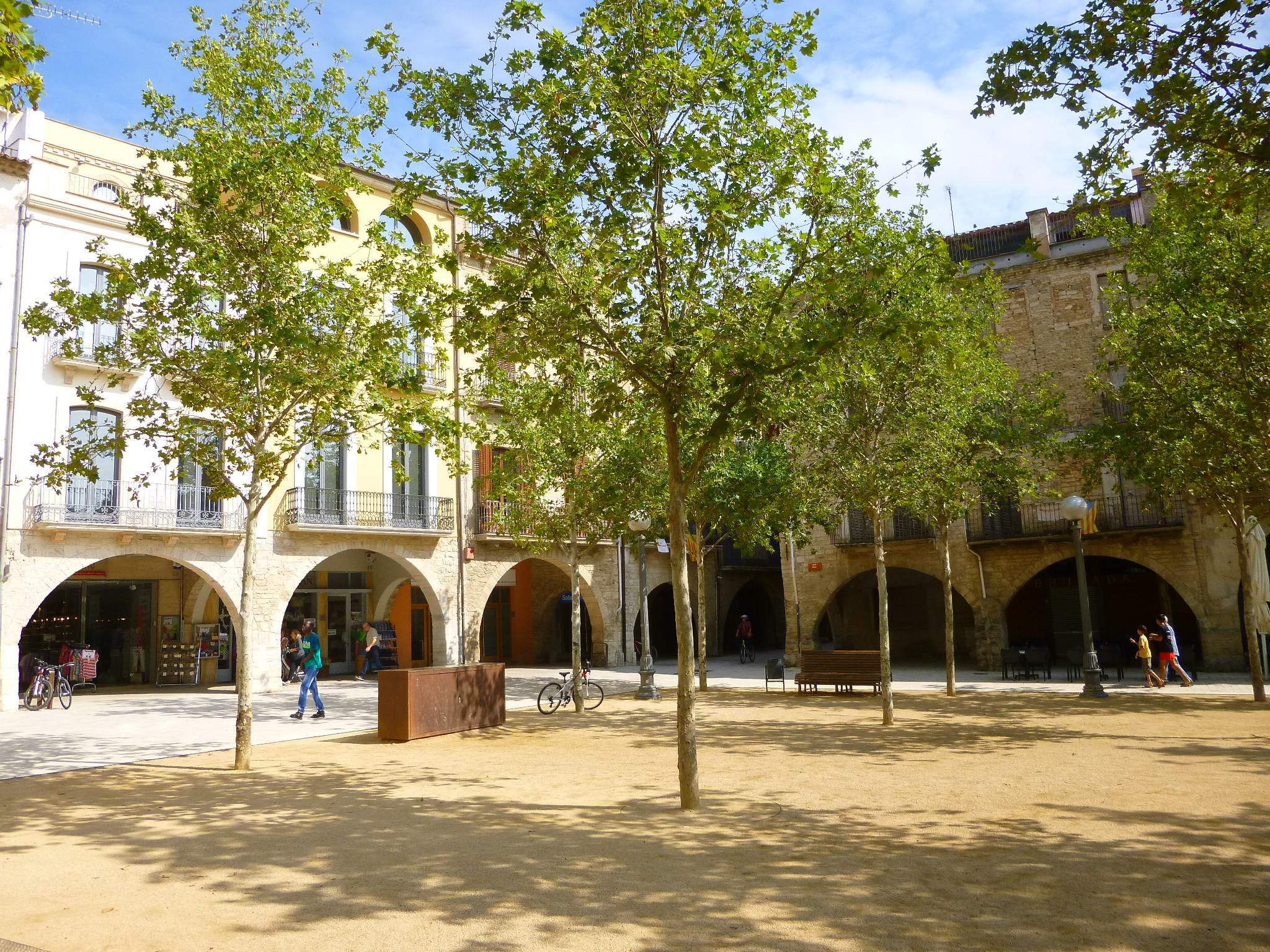
Plaça Major de Banyoles

Segons un estudi realitzat el 2011 per la Universitat d'Oviedo, Banyoles és el municipi català on es viu millor i el setè en l'Estat espanyol. En aquest estudi s'han valorat aspectes com el consum, els serveis socials, l'habitatge, el transport, el medi ambient, el mercat de treball, la salut, la cultura i l'oci, l'educació i la seguretat. L'estudi ha tengut en compte les 643 localitats amb més de 10.000 habitants i s'ha fet amb dades de 2001, ja que són les més recents que hi ha disponibles. Banyoles ocupa el lloc 24 per darrere d'altres localitats catalanes com Ripoll, Olot, Sant Cugat del Vallès i Torelló.

## Geografia
- Llista de topònims de Banyoles (Orografia: muntanyes, serres, collades, indrets…; hidrografia: rius, fonts...; edificis: cases, masies, esglésies, etc.).

Banyoles està situada a l'extrem nord-oriental dels Països Catalans i és la capital de la comarca del Pla de l'Estany. Es troba a mig camí de la Costa Brava i dels Pirineus, formant un triangle de poblacions i indrets de gran interès històric i paisatgístic. Queda a 120 km de Barcelona i a 49 km de la frontera amb França.
La ciutat de Banyoles està ubicada a la riba oriental de l'Estany que porta el mateix nom, sobre la cota de 175 m sobre el nivell del mar. Està situada al límit més oriental del Sistema Transversal Català, al mig d'una depressió natural que té el seu origen en la conca lacustre. Banyoles queda flanquejada al nord pels blocs abruptes de la Mare de Déu del Mont i a ponent per la serra de Rocacorba. La plana està envoltada de serralades, excepte pel sud, que s'obre la plana de Cornellà del Terri en direcció a Girona ciutat.
El terme municipal de Banyoles és petit, amb una superfície de 10,89 km², i queda envoltat pels municipis de Porqueres i Fontcoberta.

### Clima
El clima de Banyoles és típicament mediterrani, entre les tendències més acusades de l'atlàntica de la Garrotxa i la més humida del Gironès. La temperatura mitjana interanual és de 14,9 °C i la pluviositat és força abundant, amb un índex anual que sol oscil·lar entre 700 i 900 mm, amb una mitjana anual de 815 mm.
Els vents dominants són els que bufen del nord-oest, predominants durant tot l'any, i del sud-est, més notoris a la primavera i l'estiu i associats a la marinada. Les mitjanes mensuals pels vents que bufen sobre Banyoles són molt moderats (entre els 0,5 i els 2 m/s), mentre que les ràfegues de vent s'associen a vents de component nord (tramuntana i mestral especialment).
Els elements geogràfics del voltant tenen una importància bàsica en les variacions climàtiques de la ciutat: la serralada de Rocacorba protegeix dels vents humits del sud-oest, la Mare de Déu del Mont empara pel nord-oest i la disposició de la plana comarcal compensa i suavitza el clima.

### Demografia

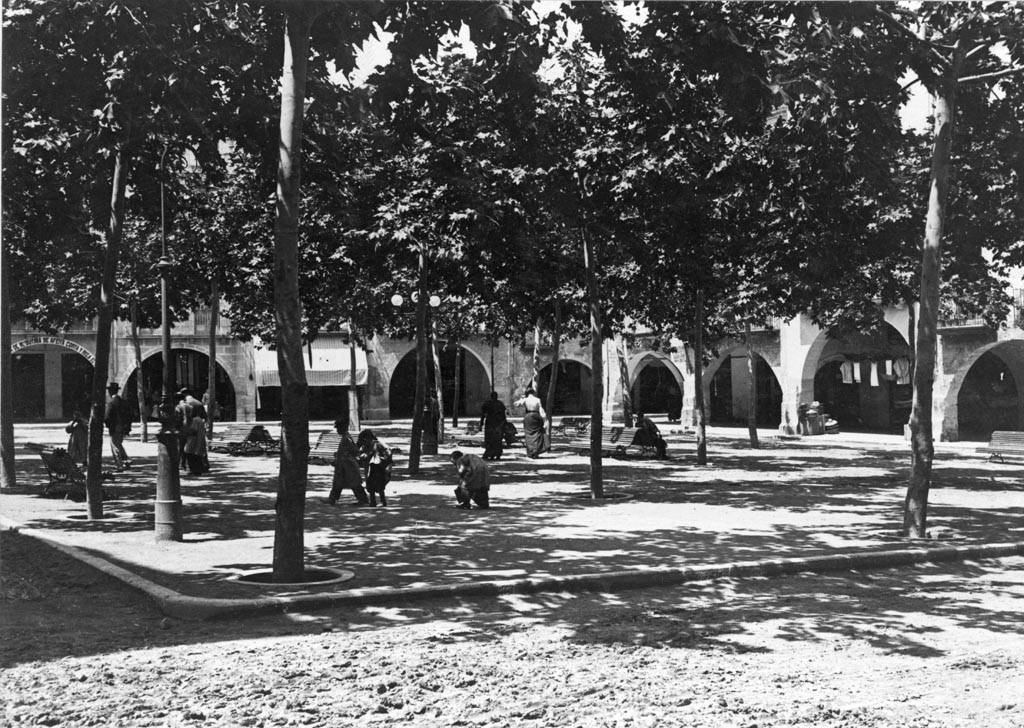
Plaça Major, en una imatge de tombant.

| Entitat de població | Habitants (2024) |
| Banyoles            | 20.555           |
| els Pins            | 51               |
| Lió                 | 29               |
| el Mas Usall        | 26               |
| Puigpalter de Dalt  | 19               |
| Mas Riera           | 14               |
| Puigpalter de Baix  | 13               |
| Font: Idescat       |                  |

| 1497 f | 1515 f | 1553 f | 1717 | 1787  | 1857  | 1877  | 1887  | 1900  | 1910  |
| ------ | ------ | ------ | ---- | ----- | ----- | ----- | ----- | ----- | ----- |
| 172    | 154    | 245    | 845  | 3.504 | 4.956 | 4.668 | 5.021 | 5.103 | 5.494 |

| 1920  | 1930  | 1940  | 1950  | 1960  | 1970   | 1981   | 1990   | 1992   | 1994   |
| ----- | ----- | ----- | ----- | ----- | ------ | ------ | ------ | ------ | ------ |
| 5.471 | 5.947 | 6.338 | 6.672 | 8.075 | 10.023 | 12.378 | 13.490 | 13.808 | 13.808 |

| 1996   | 1998   | 2000   | 2002   | 2004   | 2006   | 2008   | 2010   | 2012   | 2014   |
| ------ | ------ | ------ | ------ | ------ | ------ | ------ | ------ | ------ | ------ |
| 14.395 | 14.748 | 15.084 | 15.796 | 16.423 | 17.309 | 17.917 | 18.780 | 19.341 | 19.343 |

| 2016   | 2018   | 2020   | 2022   | 2024   | 2026 | 2028 | 2030 | 2032 | 2034 |
| ------ | ------ | ------ | ------ | ------ | ---- | ---- | ---- | ---- | ---- |
| 19.239 | 19.615 | 20.053 | 20.187 | 20.599 | -    | -    | -    | -    | -    |

## Política

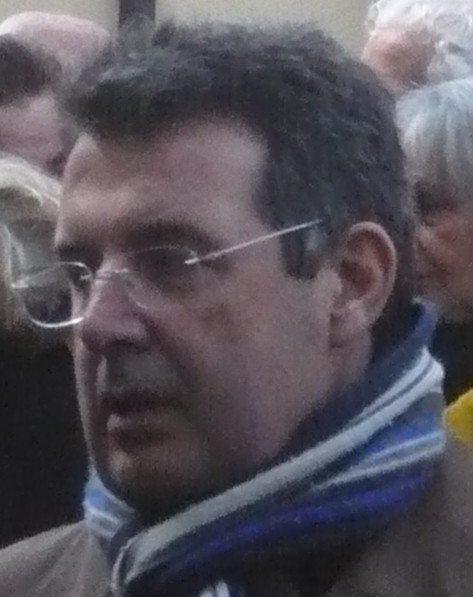
Miquel Noguer i Planas (2013)

L'actual batlle és Miquel Noguer, de Junts per Catalunya.
| Període      | Nom de l'alcalde/-essa    | Partit polític         | Data de possessió |
| ------------ | ------------------------- | ---------------------- | ----------------- |
| 1979 - 1983  | Salvador Juncà i Busquets | ERC                    | 19/04/1979        |
| 1983 - 1987  | Pere Hernández            | CiU                    | 28/05/1983        |
| 1987 - 1991  | Pere Hernández            | CiU                    | 30/06/1987        |
| 1991 - 1995  | Joan Solana Figueras      | Plataforma Progresista | 15/06/1991        |
| 1995 - 1999  | Joan Solana Figueras      | Plataforma Progresista | 17/06/1995        |
| 1999 - 2003  | Pere Bosch Cuenca         | ERC                    | 03/07/1999        |
| 2003 - 2007  | Pere Bosch Cuenca         | ERC                    | 14/06/2003        |
| 2007 - 2011  | Miquel Noguer i Planas    | CiU                    | 16/06/2007        |
| 2011 - 2015  | Miquel Noguer i Planas    | CiU                    | 11/06/2011        |
| 2015 - 2019  | Miquel Noguer i Planas    | CDC - PDeCAT           | 13/06/2015        |
| 2019 - 2023  | Miquel Noguer i Planas    | JUNTS                  | 15/06/2019        |
| Des del 2023 | Miquel Noguer i Planas    | JUNTS                  | 17/06/2023        |

## Referèndums i consultes

### 12 març 1986 -Referèndum sobre la permanència d'Espanya a l'OTAN[5]
Pregunta: Considera convenient per a Espanya romandre en l'Aliança Atlàntica en els termes acordats pel Govern de la Nació?
| Cens  | Vots  | Abstenció | Nuls |
| ----- | ----- | --------- | ---- |
| 9.759 | 5.925 | 3.834     | 65   |

|       | Vots  | %       |
| Sí    | 1.948 | 33,25 % |
| No    | 3.417 | 58,31 % |
| Blanc | 495   | 8,44 %  |

### 20 febrer 2005 -Referèndum sobre la Constitució Europea a Espanya[5]
Pregunta: Aprova vostè el Tractat pel qual s'estableix una Constitució per a Europa?
| Cens   | Vots  | Abstenció | Nuls |
| ------ | ----- | --------- | ---- |
| 11.606 | 5.113 | 6.493     | 49   |

|       | Vots  | %       |
| Sí    | 2.380 | 47,00 % |
| No    | 2196  | 43,37 % |
| Blanc | 488   | 9,63 %  |

### 18 juny 2006 -Referèndum estatutari a Catalunya de 2006[6]
Pregunta: «Vol que Catalunya esdevingui un Estat?» i «En cas afirmatiu, vol que aquest Estat sigui independent?»
| Cens   | Vots  | Abstenció | Nuls |
| ------ | ----- | --------- | ---- |
| 11.535 | 6.431 | 5.104     | 100  |

|       | Vots  | %       |
| Sí    | 4.672 | 73,80 % |
| No    | 1.237 | 19,54 % |
| Blanc | 422   | 6,66 %  |

### 9 novembre 2014 -Consulta sobre la independència de Catalunya[7]
Pregunta: Vol que Catalunya esdevingui un Estat? En cas afirmatiu, vol que aquest Estat sigui independent?
| Cens   | Vots  | Abstenció | Nuls | Blanc |
| ------ | ----- | --------- | ---- | ----- |
| 12.590 | 8.558 | 4.032     | 102  | 42    |

|            | Vots  | %       |
| Sí - Sí    | 7.943 | 92,81 % |
| Sí - No    | 291   | 3,40 %  |
| No         | 92    | 1,08 %  |
| Sí - Blanc | 88    | 1,03 %  |

### 1 octubre 2017 -Referèndum sobre la independència de Catalunya[8]
Pregunta: Voleu que Catalunya sigui un estat independent en forma de república?
|       | Vots  | %      |
| Sí    | 6.775 | 96,3 % |
| No    | 151   | 2,10 % |
| Blanc | 78    | 1,10 % |
| Nul   | 30    | 0,40 % |

## Llocs d'interès
- Estany de Banyoles
- Monestir de Sant Esteve de Banyoles
- Balneari de la Font Pudosa
- Museu Arqueològic Comarcal de Banyoles, que incorpora el Parc Neolític de la Draga i el Museu Darder, amb l'espai d'Interpretació de l'Estany.[9]
- Teatre Municipal
- Factoria d'Arts Escèniques
- Museu Darder
- Jaciment arqueològic La Draga

## Entitats

### Clubs esportius
Relació parcial de clubs esportius de Banyoles:
- Banyoles Rugby Club
- Club Ciclista Banyoles
- Club Esportiu Banyoles
- Atlètic Club Banyoles
- Handbol Banyoles
- Club Bàsquet Banyoles
- Club Natació Banyoles
  - Secció Piragüisme
  - Secció Rem de competició
  - Secció Natació
  - Secció Waterpolo
  - Secció Atletisme
  - Secció Caiac polo
  - Secció Salvament i socorrisme
  - Secció Triatló
- Club Patinatge Artístic Pla de L'Estany

### Mitjans de comunicació
Banyoles disposa d'una varietat de mitjans de comunicació:
- Banyoles Televisió[13] És un canal de televisió privat que emet des de la ciutat de Banyoles a les comarques del Gironès i el Pla de l'Estany. La programació del canal és local i generalista, íntegrament en català i basada en la producció pròpia. Té una mitjana de 8.400 espectadors diaris.
- Ràdio Banyoles[14]
- Revista de Banyoles
- L'Ham
- Els colors
- El mirador

### Grups de música
- Kitsch
- Germà Negre
- HHH

### Altres
Entre altres entitats hi trobem:
- Foment de la Sardana de Banyoles
- Institut Secular d'Operàries Parroquials
- Tint-2
- El Vol del Pollastre
- Ei, Gent!
- Les Gàrgoles de Foc
- Centre Excursionista de Banyoles
- Col·lectiu la Falç del Pla de l'Estany
- Colla Castellera Esperxats de l'Estany

## Agermanaments
Actualment, Banyoles està agermanada amb tres ciutats:
- Ceret (Catalunya Nord). Ple de 27 d'octubre de 2004.
- Segundo Montes (El Salvador). Ple de 28 d'octubre de 1999.
- Condega (Nicaragua) Ple de 28 de desembre de 1995.

## Fills i filles il·lustres
Vegeu la categoria: Banyolins